# Ritratto di giovane (Lotto Ferrara)
Il Ritratto di giovane è un dipinto a olio su tela di Lorenzo Lotto, datato 1547 e conservato nella collezione Cavallini Sgarbi di Ferrara.

## Storia
Il dipinto fu esposto per la prima volta nel 2004 nella mostra Ricerca dell'identità da Antonello a De Chirico venendo attribuito da Vittorio Sgarbi all'artista veneziano. Lo studio particolare del ritratto che presenta solo il volto di un giovane uomo, porta a ritenere che sia un'opera eseguita negli ultimi anni di attività dell'artista veneziano. Nuovamente esposto nel 2021-2022 nella mostra “La ricerca della bellezza” ad Ascoli Piceno nel Palazzo dei Capitani.

## Descrizione e stile
(Sara Parca-scheda del catalogo “Le ceneri violette di Giorgione: matura e maniera tra Tiziano e Caravaggio”)
Lorenzo Lotto ci presenta un personaggio inserito in un ambiente anonimo, completamente nero, così come nero è l'abito che indossa da cui sfugge solo parte del colletto bianco come fosse un guizzo di luce che sfugge dal buio della tela, portando l'osservatore allo studio del volto ritratto nell'opera, particolarmente intenso. Il giovane volge lo sguardo all'osservatore e ha un'espressione malinconica. Il volto appare molto allungato e magro con gli occhi scuri da cui appare una luce che si riflette sulla guancia destra. Il tratto sfumato collega l'opera al Ritratto di fra' Gregorio Belo da Vicenza esposto al Metropolitan Museum of Art di New York eseguito nel 1547, e a questo si riconduce la datazione.
Il giovane tiene un foglio arrotolato presente nel lato destro, in primo piano. Questo farebbe a supporre che è un elemento che indirizzo l'attività del ritratto, forse un architetto o forse un artista. Il suo Libro dei conti non cita ritratti di personaggi particolari. Si vorrebbe indicare il ritratto Alvise d'Arman figlio di Mario Lotto, nipote dell'artista.
Il dipinto ci porta a considerare che Lotto avesse raggiunto una maturità interiore che lo portava a meglio comprendere i complessi stati d'animo dell'uomo e di saperli riprodurre con straordinaria intensità.